# Championnat d'Italie de football 1904

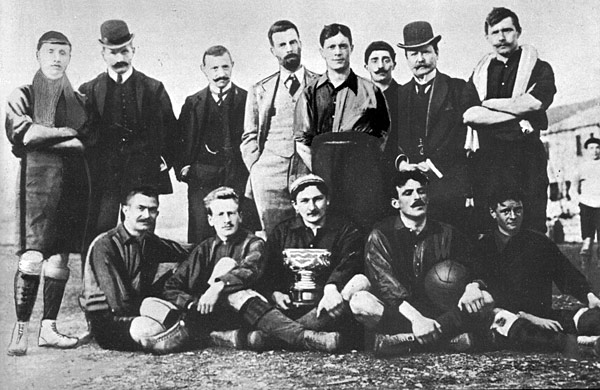
Les champions italiens de 1904

Le Championnat d'Italie de football 1904 est la septième édition du championnat d'Italie. Le Genoa Cricket and Football Club remporte son 6e titre de champion depuis l'inauguration du championnat en 1898. 
Le champion en titre est directement qualifié pour la finale.

## Éliminatoire
- Piémont

| dimanche 6 mars 1904 | FBC Juventus   | 1 - 0 | FC Torinese | Turin |
| dimanche 6 mars 1904 | Buteur inconnu |       |             | Turin |

- Lombardie et Ligurie

| dimanche 6 mars 1904 | Milan          | 1 - 0 | Andrea Doria | Campo dell'Acquabella, Milan Arbitre : Spensley |
| dimanche 6 mars 1904 | Herbert Kilpin |       |              | Campo dell'Acquabella, Milan Arbitre : Spensley |

## Demi-finale
| dimanche 13 mars 1904 | Milan          | 1 - 1 | FBC Juventus | Campo dell'Acquabella, Milan Arbitre : Bosisio |
| dimanche 13 mars 1904 | Umberto Scotti |       | Streule      | Campo dell'Acquabella, Milan Arbitre : Bosisio |

- Match à rejouer

| dimanche 20 mars 1904 | Milan | 0 - 3                   | FBC Juventus | Campo dell'Acquabella, Milan Arbitre : Dobbie |
| dimanche 20 mars 1904 |       | Ferrari Streule Gibezzi |              | Campo dell'Acquabella, Milan Arbitre : Dobbie |

Note: D'autres sources indique un résultat de 1-0 pour la Juventus et un but d'A. Ferraris. 

## Finale
| dimanche 27 mars 1904 | Genoa                 | 1 - 0 | FBC Juventus | Ponte Carrega, Gênes Arbitre : Dobbie |
| dimanche 27 mars 1904 | Etienne Bugnion (65°) |       |              | Ponte Carrega, Gênes Arbitre : Dobbie |

## Effectif du Genoa Cricket and Football Club
- James Spensley
- Etienne Bugnion
- Paolo Rossi
- Edoardo Pasteur I
- Senft
- Ernesto Pasteur II
- Schoeller
- Arnaldo Vieri Goetzlof
- Walter Agar
- Attilio Salvadè
- Pellerani